# Двин
Двин, Востан Двин (арм. Դվին; араб. دبيل‎ (Дабиль), перс. دوين‎ (Двин), др.-греч. Δούβιος или др.-греч. Τίβιον) — крупный ремесленно-торговый город, столица Армении c V-го по IX век, в области Востан Хайоц провинции Айрарат центральной Армении. Столица Марзпанской Армении. С V века в Двине находился престол армянского католикоса.

## Исторический очерк

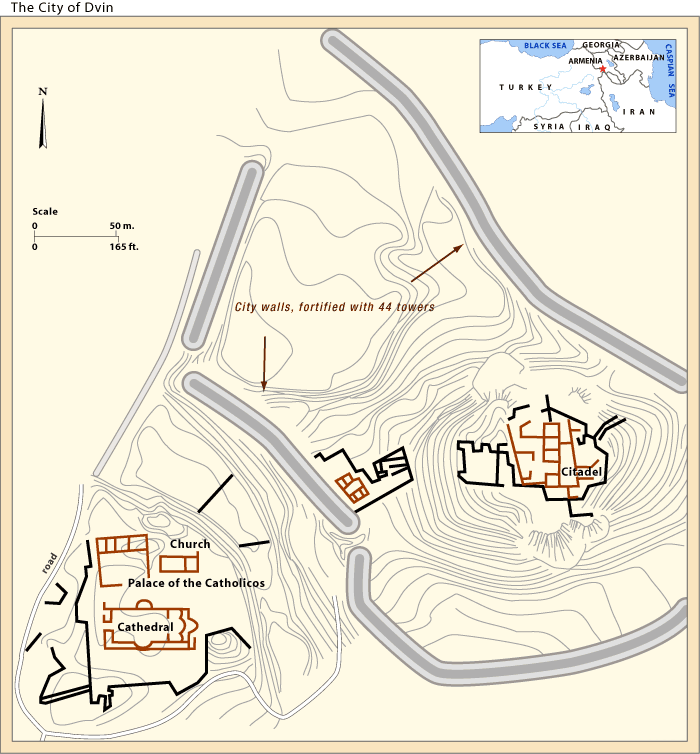
Карта города Двин

Построен царем Великой Армении Хосровом III в 335 году. Название происходит из среднеперсидского и означает «холм». С IV века здесь находилась резиденция армянских царей династии Аршакидов. После ликвидации Армянского царства в 428 году Двин стал резиденцией персидских, а с 702 года — арабских правителей области Арминийа (араб. ارمينيّة‎), включавшей в свой состав, помимо армянских земель, также и Картли, Арран и Баб аль-Абваб (Дербент). Сделавшись столицей государства, Двин вскоре стал одним из многолюднейших городов Азии и по богатству своему соперничал с многими городами тогдашнего мира. В 554 году был созван второй Двинский собор, в которым халкидонская догматика была окончательно отвергнута армянской церковью. Но благосостояние его продолжалось недолго. Первый удар нанесли ему арабы. По Себеосу и Иоанну Драсханакертци, взятие Двина произошло при Константе II (641—668) и католикосе Езре (628—640). Во время завоевания арабами 12 тыс. армян было убито и 35 тыс. захвачено в плен. Несмотря на то, что Двин с тех пор несколько раз переходил из рук в руки, он в начале IX века был ещё в цветущем состоянии. К притеснениям от завоевателей присоединились частые землетрясения, и город с начала X века стал клониться к упадку. Арабские историки и географы также сохранили важные данные об истории города данной эпохи.
Арабский автор X века аль-Истахри сообщает, что в «области города Дабиля: вокруг него говорят по-армянски». О городе также дается следующее сведение:
Дабиль столица Армении и в нём Санбат, сын Ашута. Город постоянно находился в руках знатных христиан, а христиане составляют большую часть обитателей Армении, она же «царство Арман». 
О населении Двина пишет также другой знаменитый арабский автор X столетия — Ибн Хаукаль:
для многих групп населения в окраинах Армении и прилежащих стран существуют другие языки <чем персидский и арабский>, как армянский — для жителей Дабиля и области его, а жители Барда‘а говорят по-аррански
Ещё один арабский географ того же периода аль-Мукаддаси сообщает: «Дабиль — значительный город; в нём неприступная крепость и большие богатства… При всех его достоинствах преобладают в нём христиане; теперь уже уменьшилось его население, и крепость его разрушилась»

Наряду с армянами, здесь проживали персы и евреи. Договор, заключенный между арабским полководцем Хабибом ибн Масламой и Двином, гласил:
Во имя Аллаха милостивого и милосердного! Дана сия грамота Хабибом ибн Масламой христианам города Дабила, его магам и иудеям, как присутствующим, так и отсутствующим, в том, что я гарантирую вам /неприкосновенность/ ваших личностей и имущества, ваших церквей и храмов и стен вашего города. Вы находитесь в безопасности, и мы обязуемся следовать договору с вами до тех пор, пока и вы сами ему следуете и вносите харадж и джизью, в чём порукой Аллах, наинадежнейший поручитель!
Около 951 года представитель курдской династии Шаддадидов, Мухаммад ибн Шаддад, утвердился в Двине. Но владевшим городом до этого Мусафиридам удалось отвоевать его. Позже Шаддадиды вновь восстанавливают своё правление в Двине.
В 992 году патриарший престол Армянской апостольской церкви был перенесён из Двина в Ани. Во время второго землетрясения, в 893 году, в нём погибло около 70 тыс. жителей.
Говоря о периоде VII—X столетий британский ученый Клиффорд Эдмунд Босуорт причисляет Двин, вместе с Джульфой и Ани, к процветающим армянским торговым городам на долине Аракса.
В 1064 Армению завоевали сельджуки. Грузинский царь Георгий III в 1161—1162 годах и, вторично, в 1173 году ненадолго отвоёвывал у них город. В 1201—1203 годах, во времена правления грузинской царицы Тамары, Двин был отвоёван армянскими князьями Закарян, находившихся на службе у грузинской царицы, и организован в составе Закаридской Армении.
В 1236 году город был окончательно разрушен монголами.
Систематические раскопки Двина ведутся с 1937 и дали большой материал, характеризующий культуру Армении V—XIII веков. В крепости открыты развалины дворцов правителей Армении, построенных после землетрясения 893 года (под ними развалины дворцовых сооружений IV—IX веков), жилые дома должностных лиц и гончарные мастерские X—XIII веков. В центре города — остатки собора, перестроенного в VII века из базиликального языческого храма III века, дворец католикоса (V век), базиликальная церковь (VI век), здание большого караван-сарая (VI век) и прочее.
Двин лежал к северу от прежней столицы — Арташата, на берегах реки Мецамор, в 35 км к югу от современного Еревана.
По данным «Сборника сведений о Кавказе» за 1880 год в селе Двин Эриванского уезда по сведениям 1873 года было 65 армянских, 19 татарских (азербайджанских) и 4 курдских двора, проживало 392 армян григорианского вероисповедания, 99 азербайджанцев (указаны как «татары»), которые были шиитами и 26 курдов, которые были суннитами.
По данным Кавказского календаря на 1912 год, в селе Двин Эриванского уезда проживало 1190 человек, в основном армян.

## Галерея

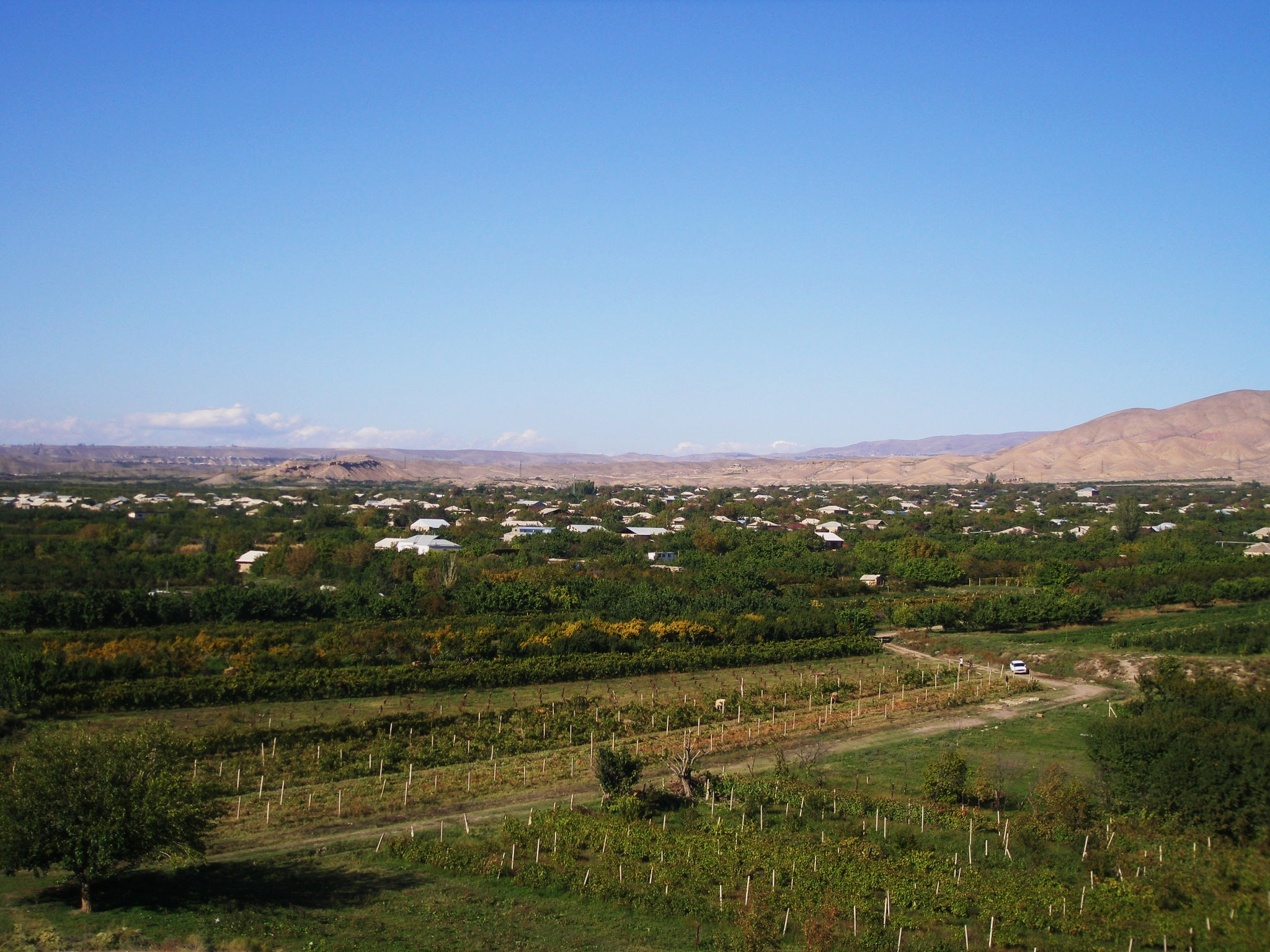
Сёла Двин и Верин Двин
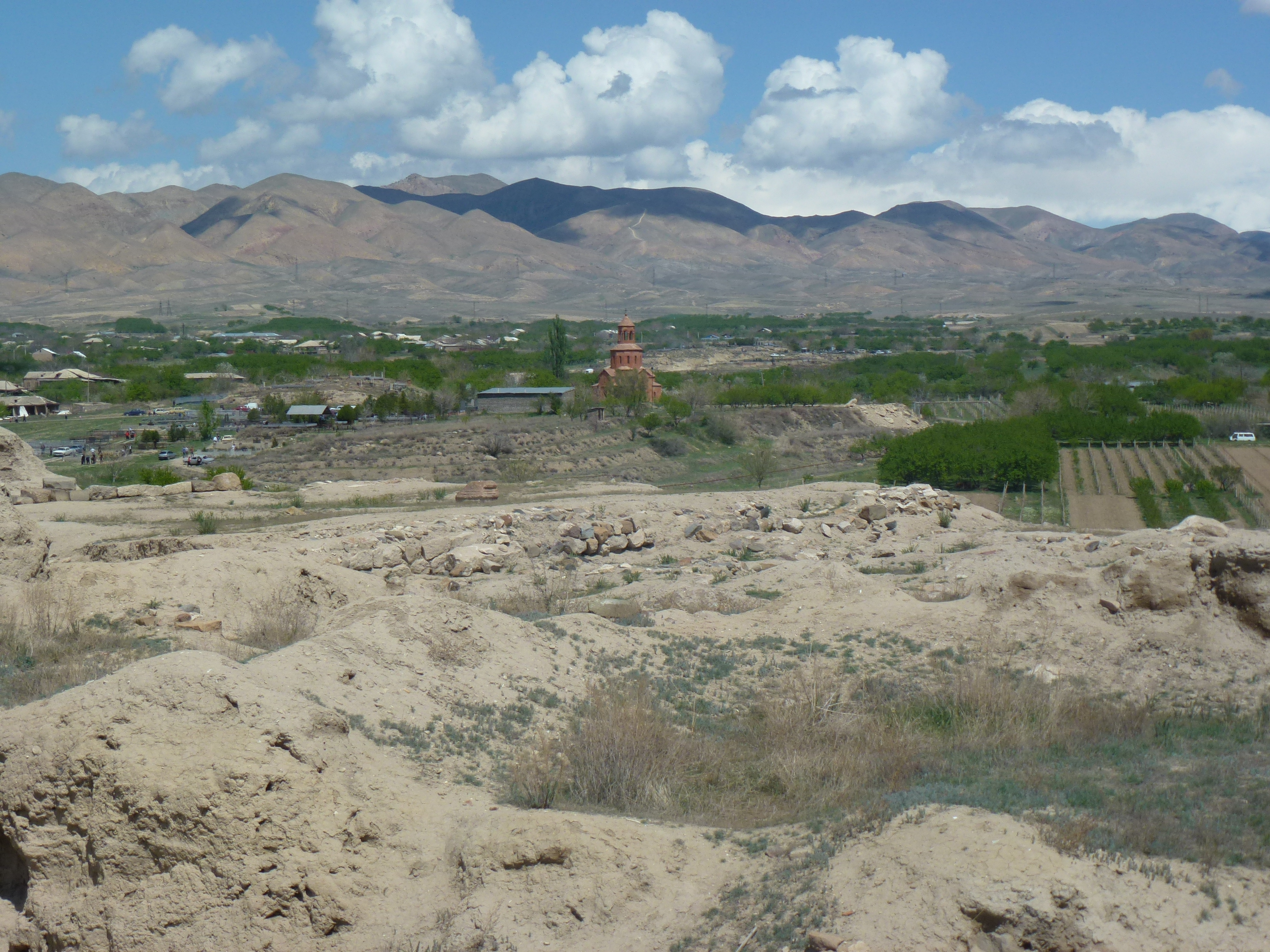
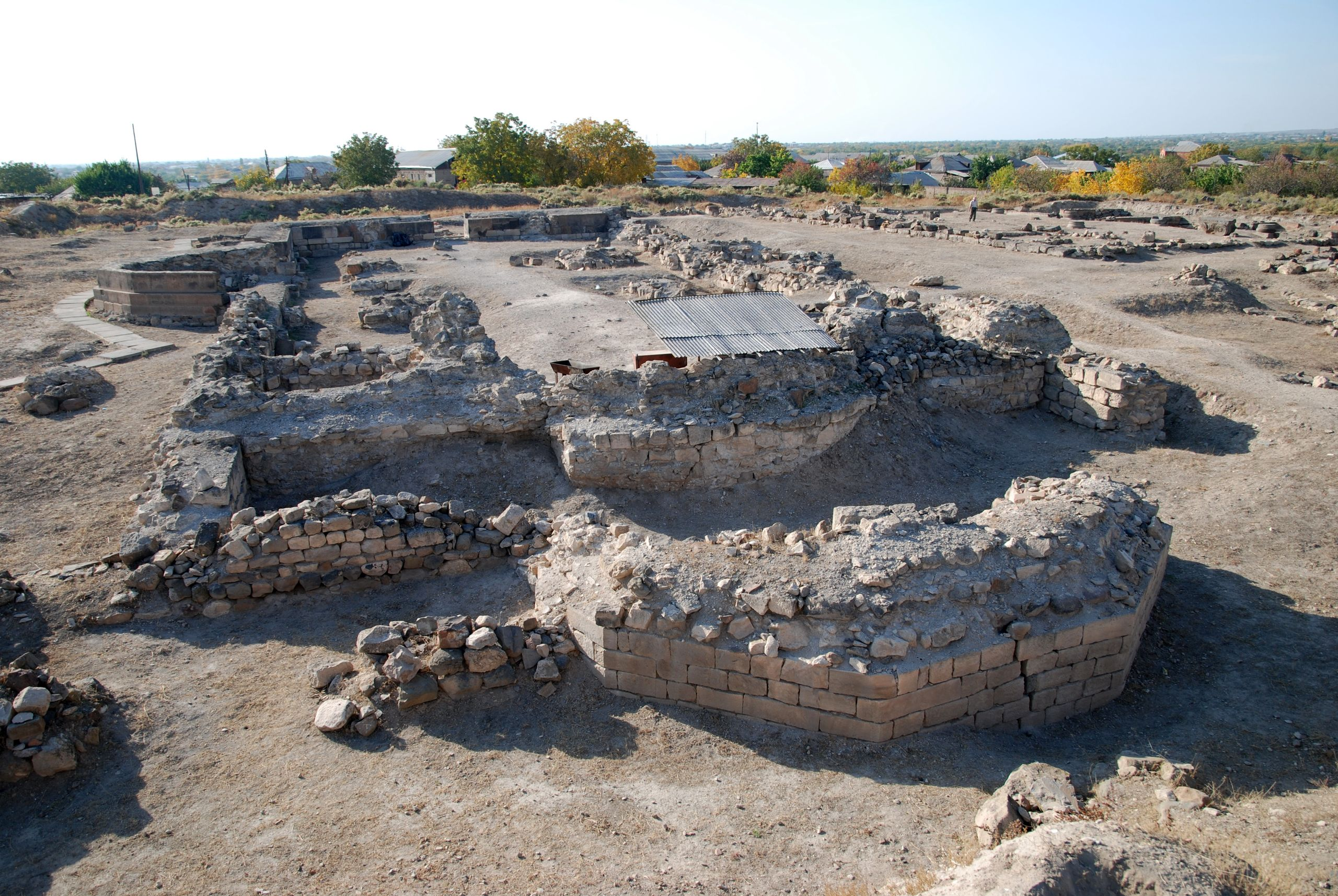
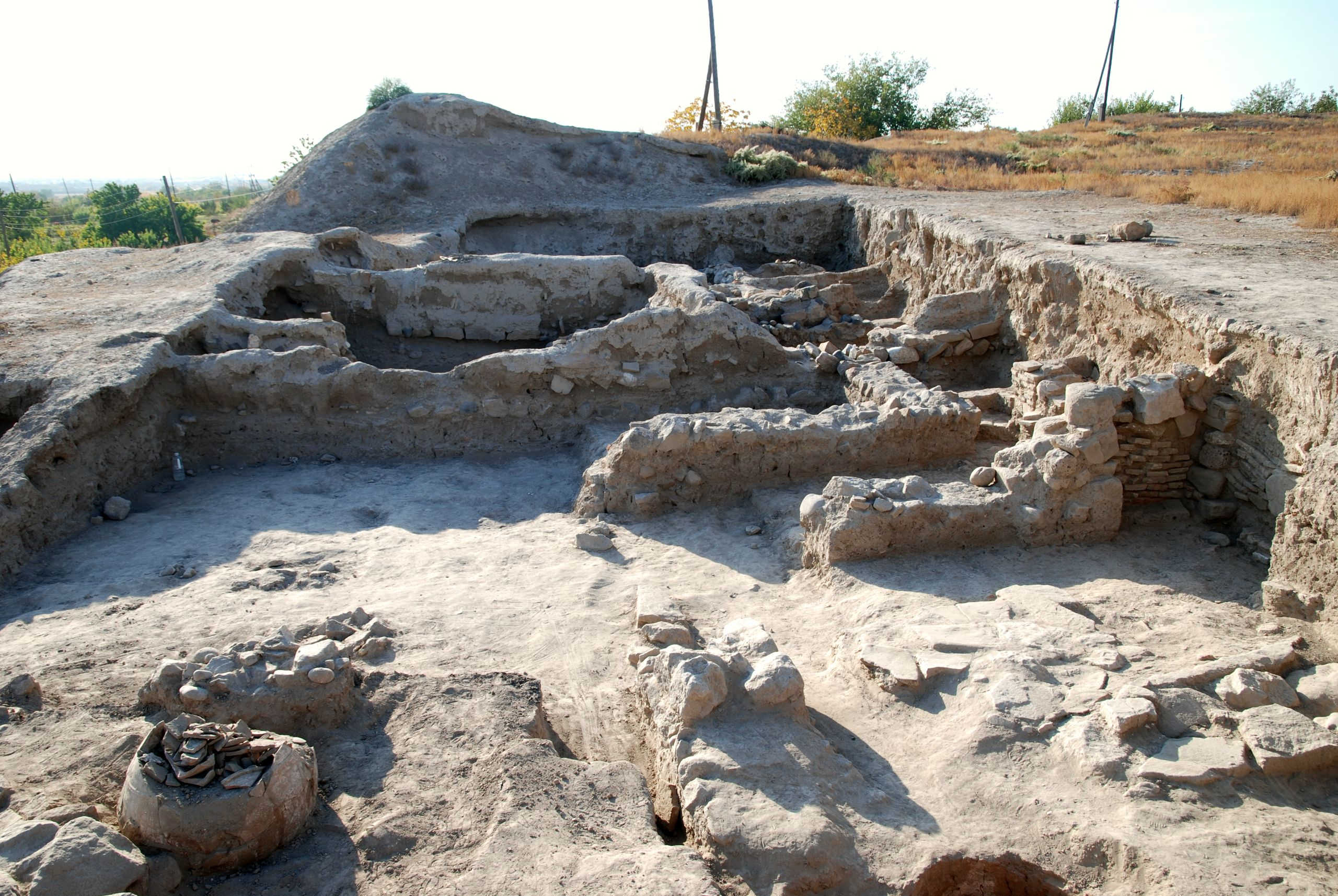
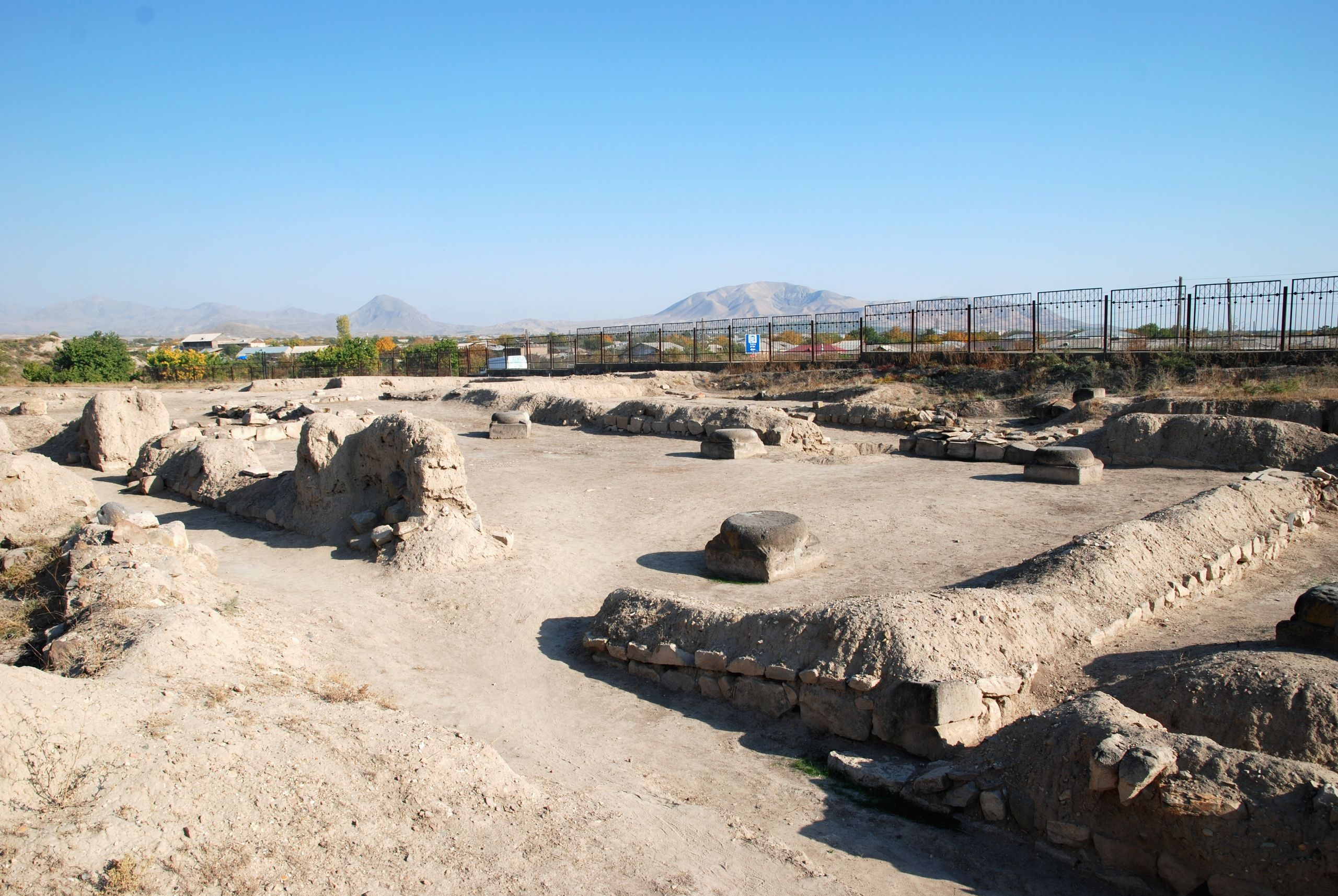
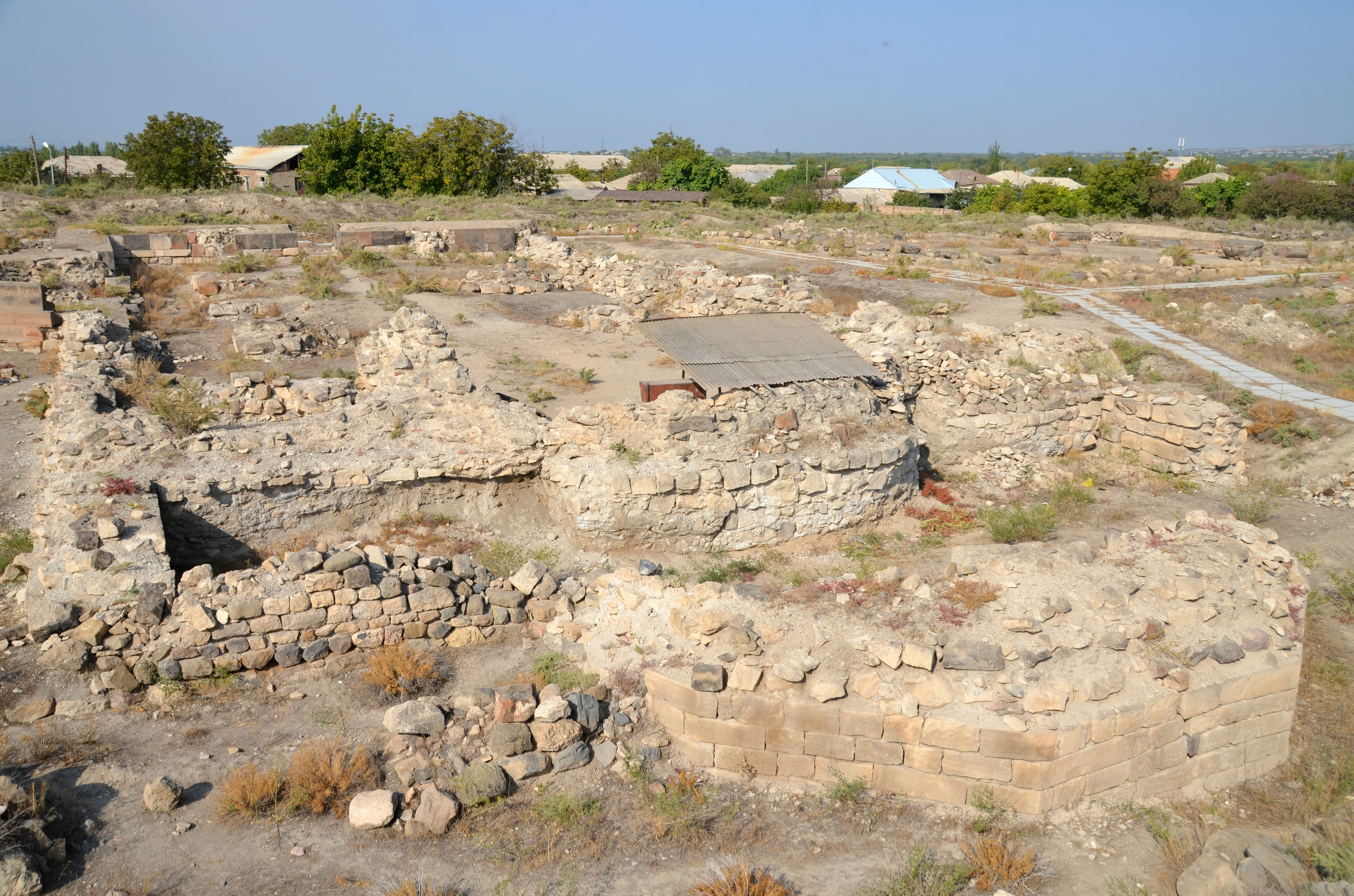
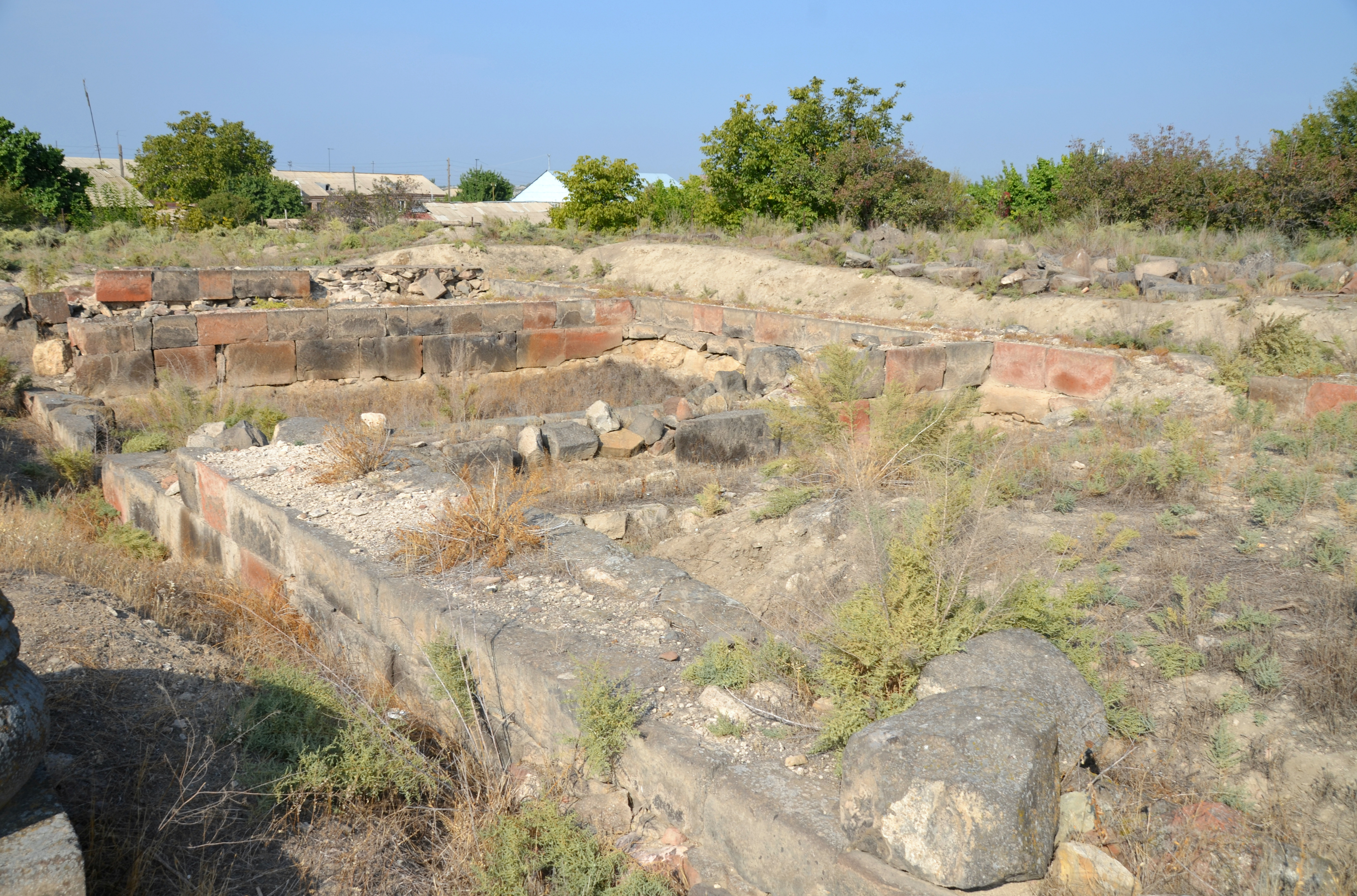
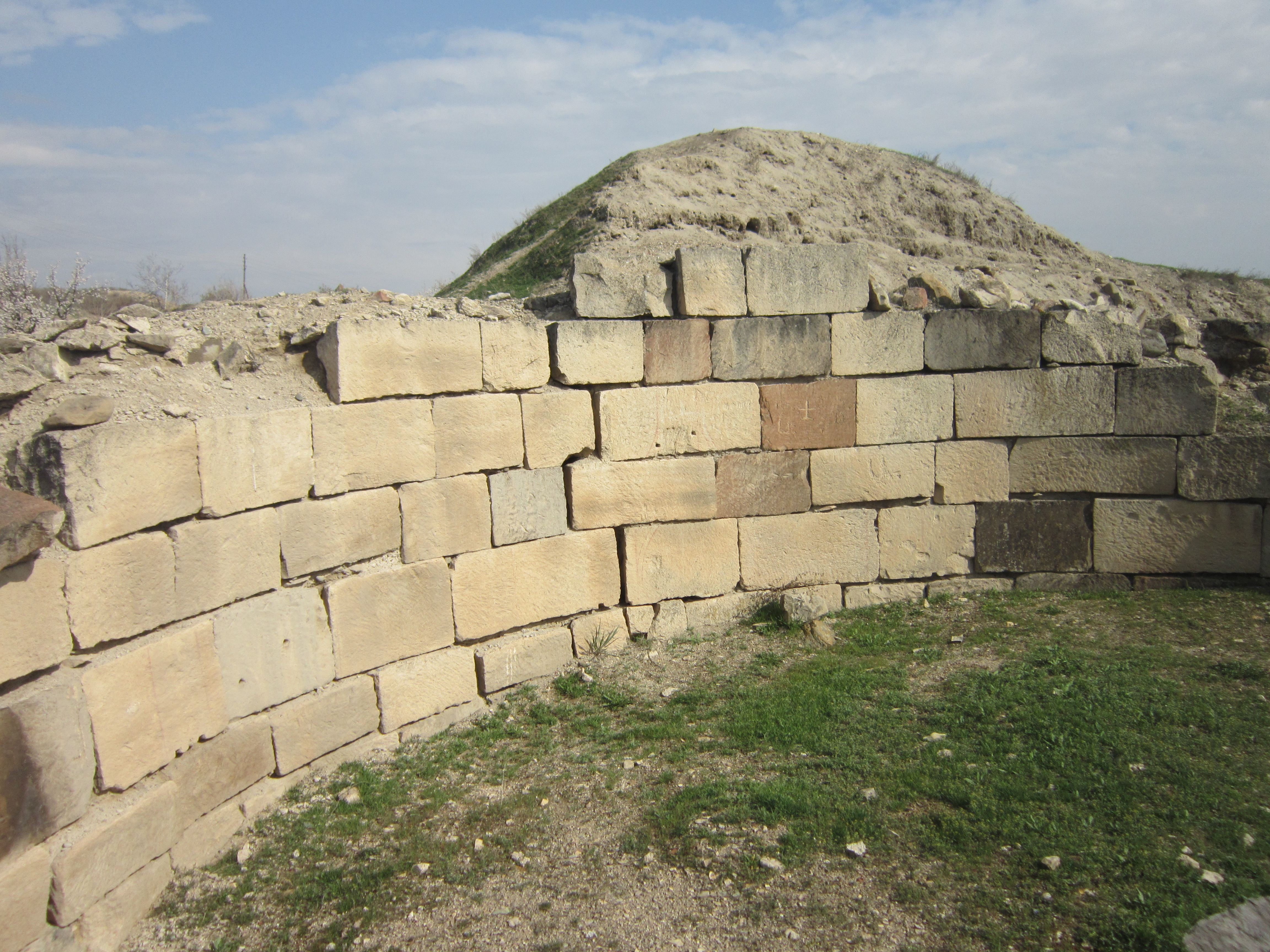
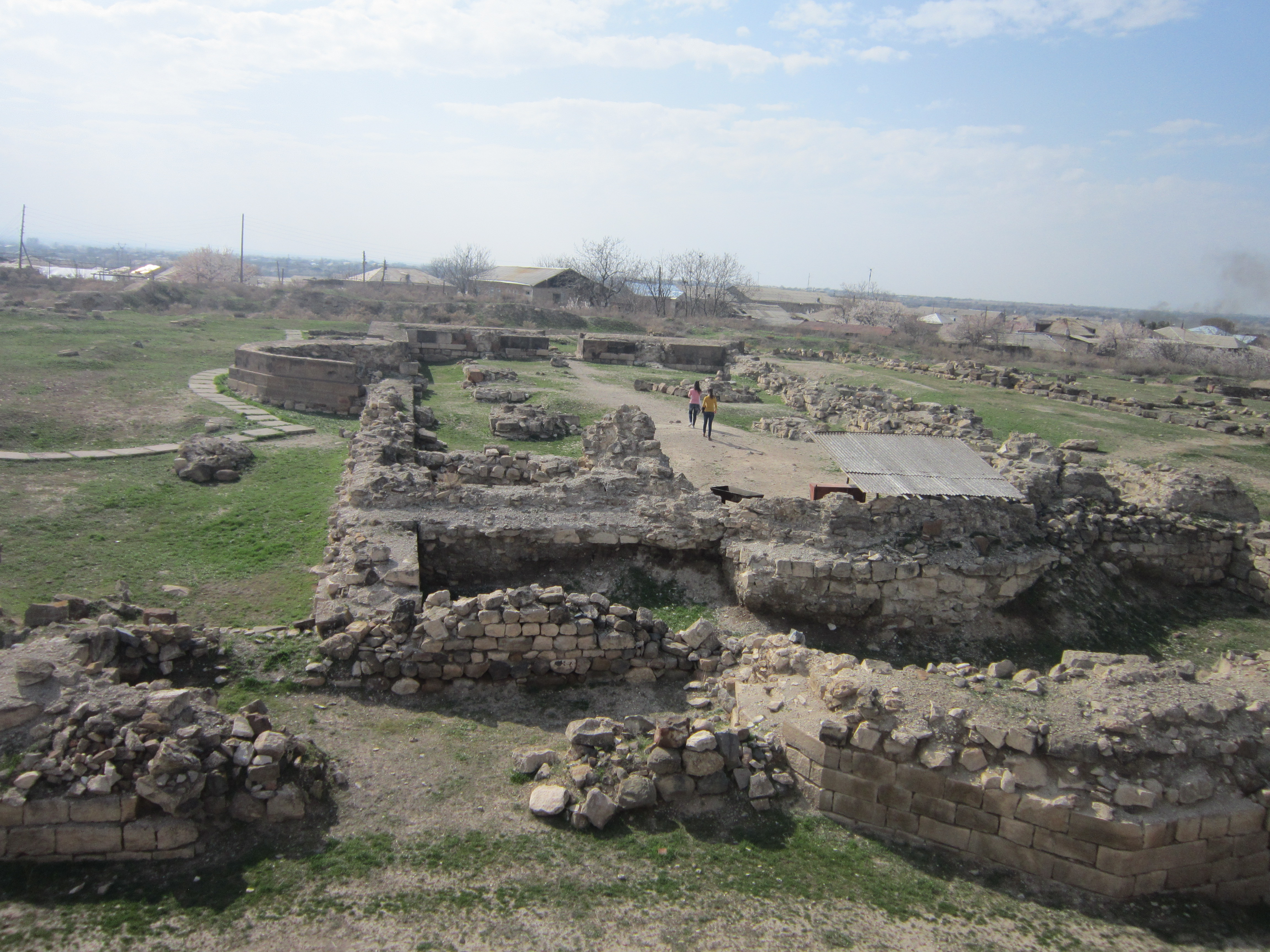
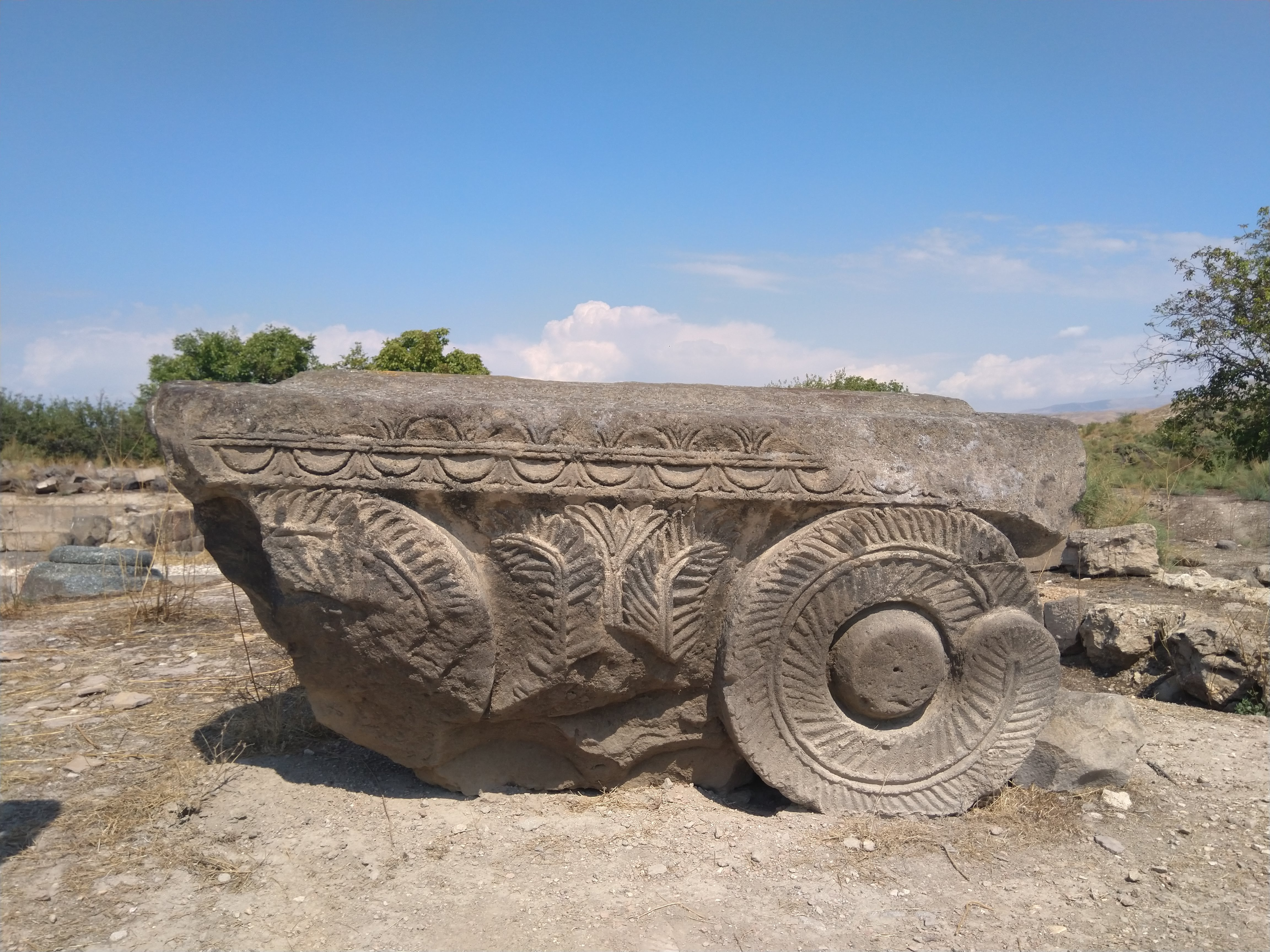
Руины Двина
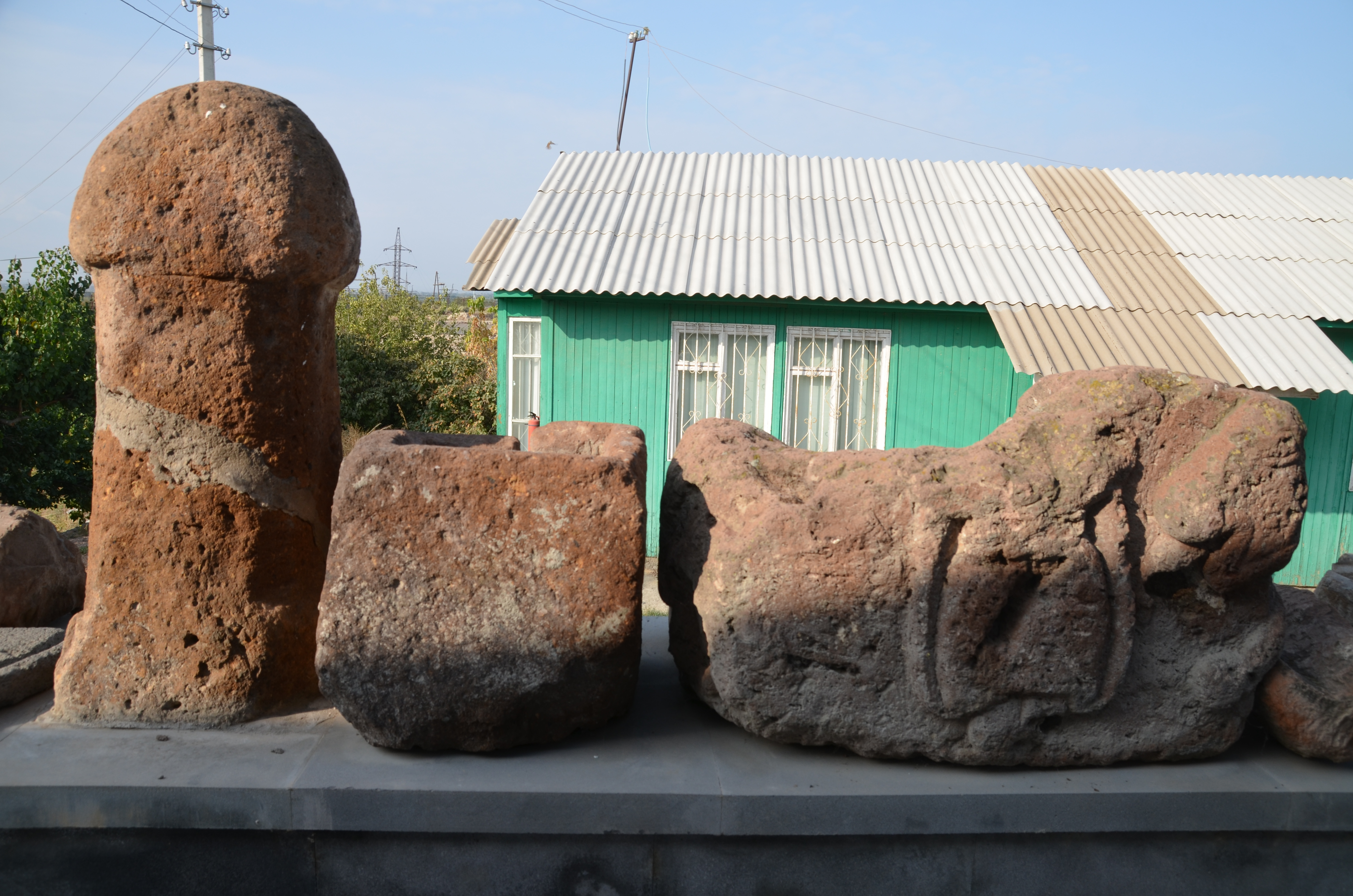
Вишапы и камни
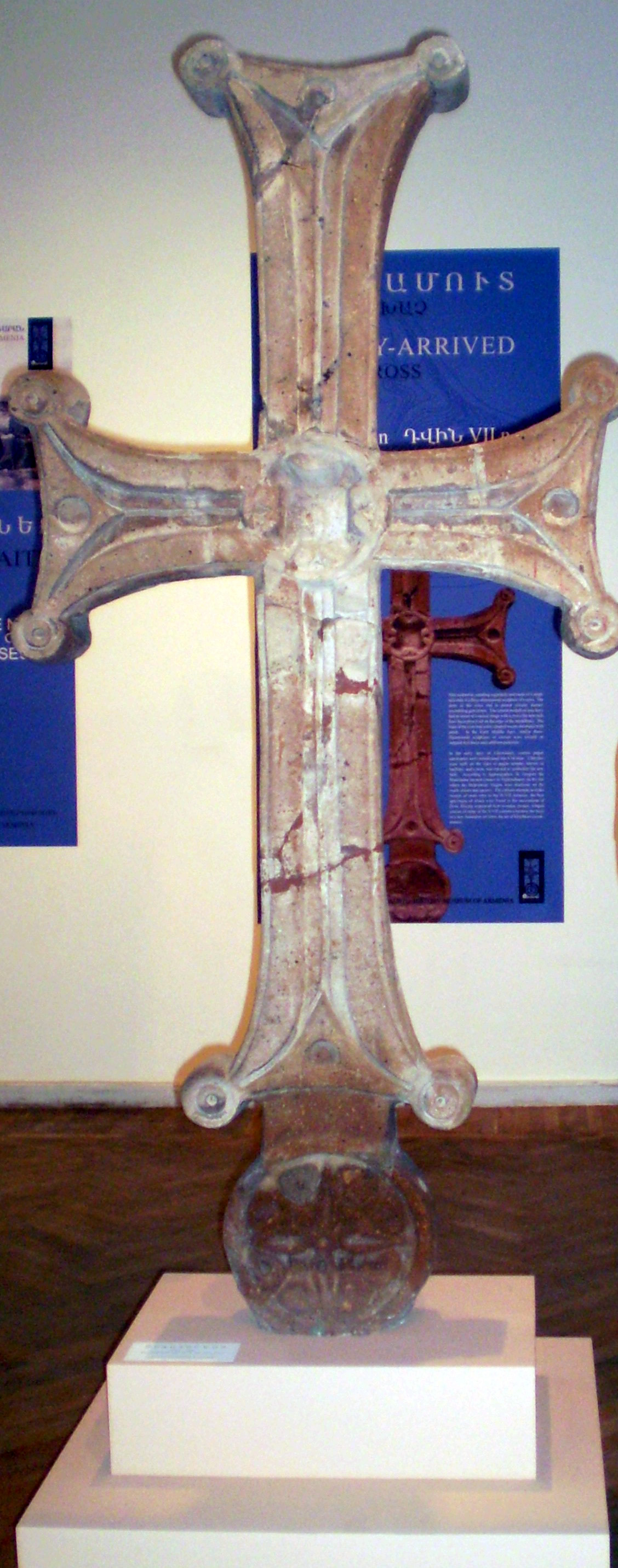
Двухметровый крест с руин Двина
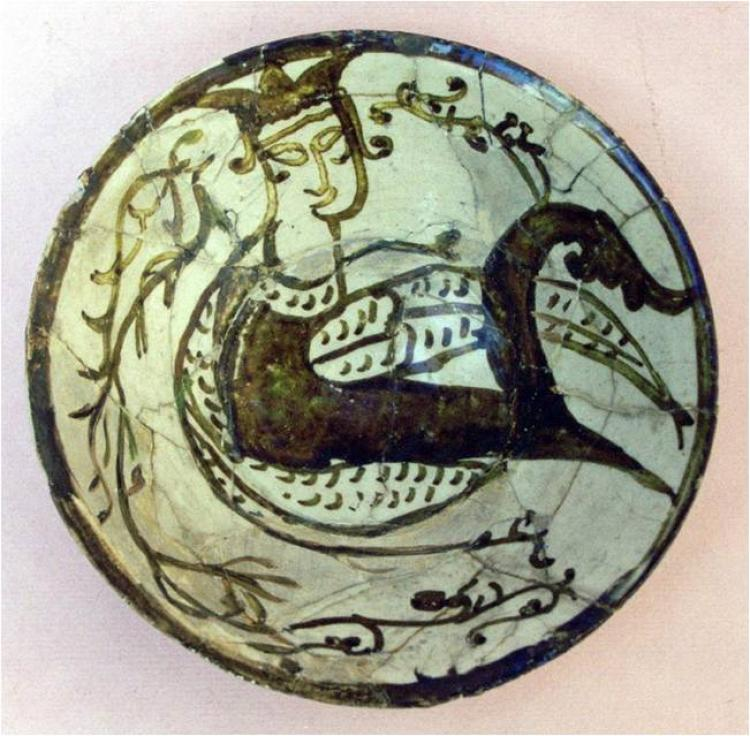
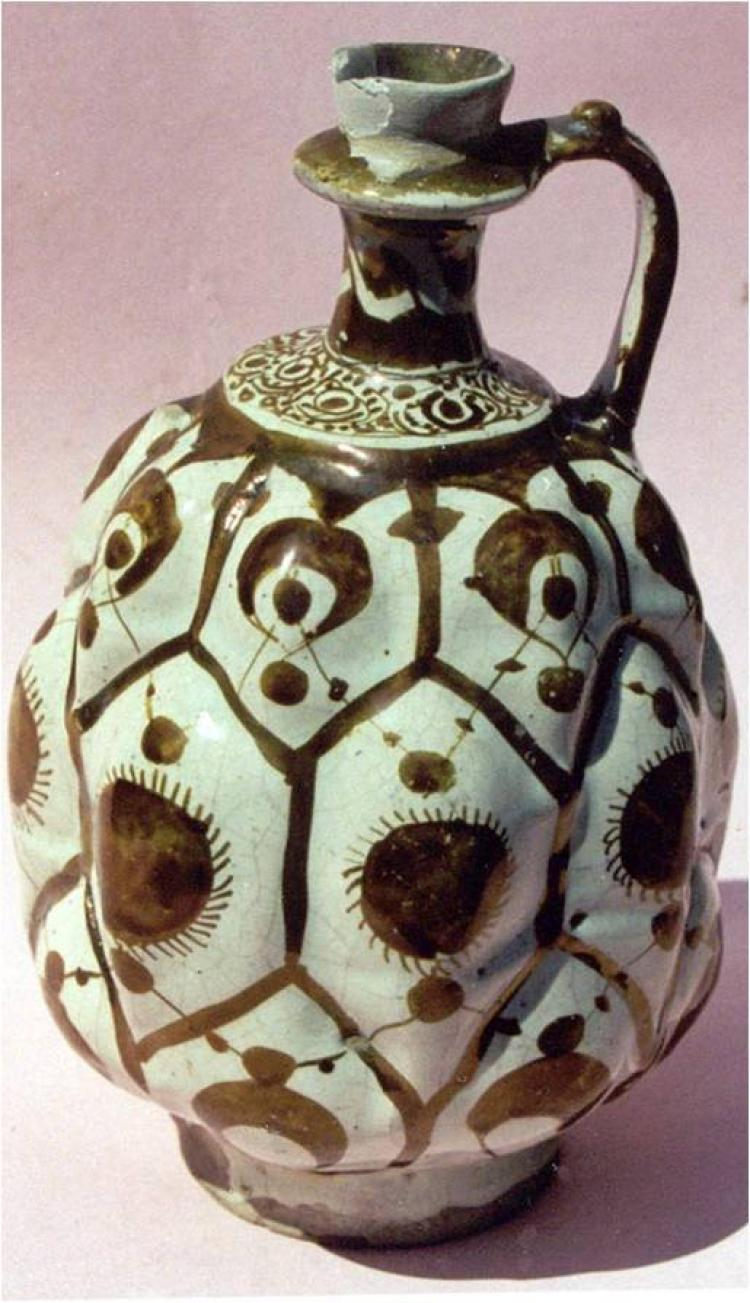
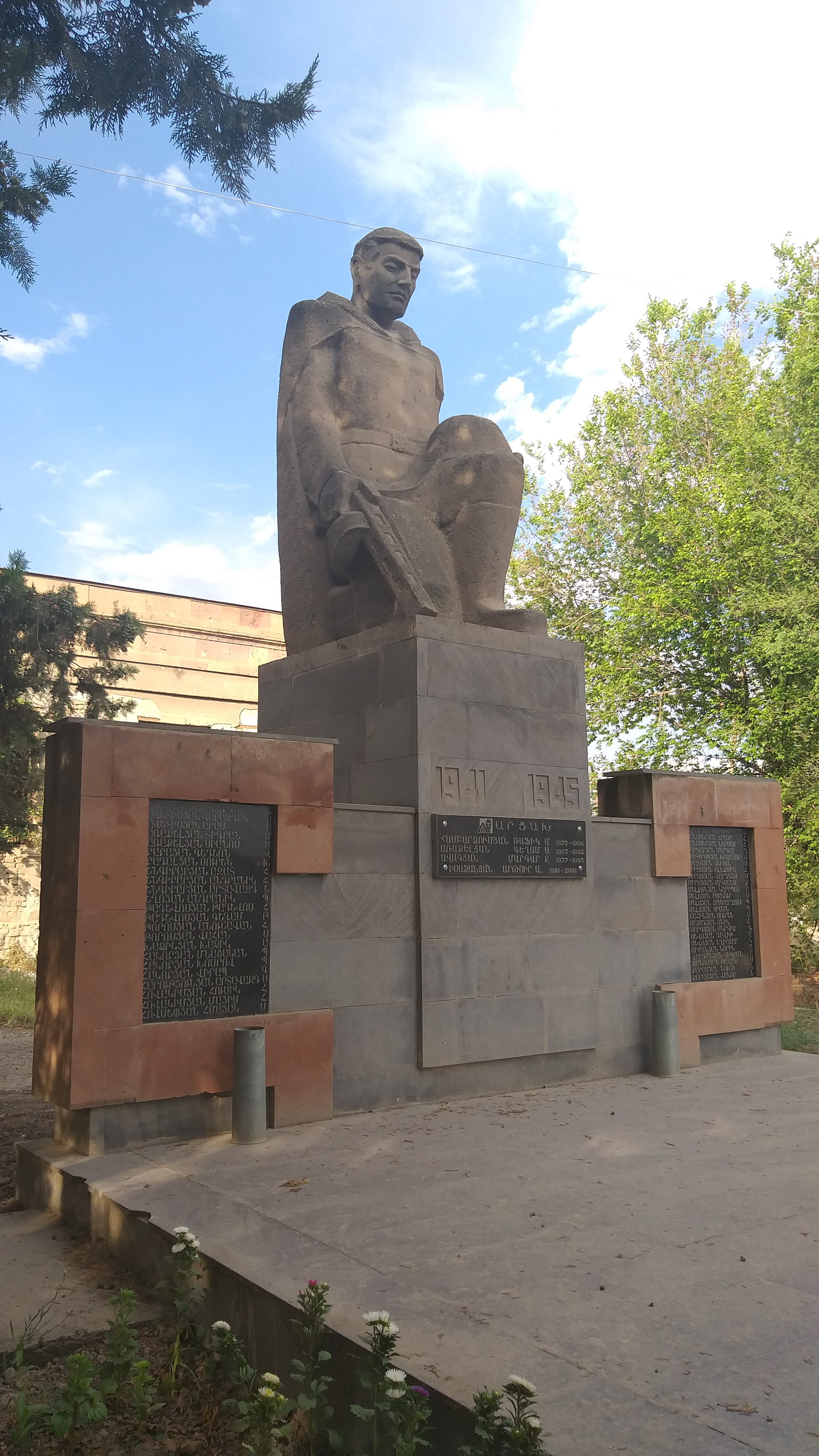
Памятник павшим в Великой Отечественной войне